# Congresso Nacional da República Dominicana
O Congresso Nacional da República Dominicana (Congreso Nacional de la República Dominicana) é a sede do poder legislativo da República Dominicana, o parlamento é no formato bicameral.

## Câmara dos Deputados
A Câmara dos Deputados é a câmara baixa do Congresso da República Dominicana, é composta de 178 deputados, eleitos para mandatos de 4 anos por representação proporcional.

## Senado
O Senado é a câmara alta do Congresso da República Dominicana, é composta de 32 senadores eleitos para mandatos de 4 anos eleitos pelo sistema majoritário.